# Спадкоємці військової дороги
«Спадкоємці військової дороги» (латис. «Kara ceļa mantinieki») — радянський художній фільм-драма 1971 року.

## Сюжет
Дунавс — новий секретар сільського райкому — інспектує роботу голів двох колгоспів. Першого, ветерана війни — старого, постійно сплячого у полі в розпал посівних робіт, і другого — молоду, енергійну жінку. Головуюча Вінупе має гарну зовнішність, діяльна, її колгосп має багато народу, і процвітає. Але Вінупе, виявляється, «не зрозуміла», що таке соціалістичне суспільство. Вона розвиває приватний бізнес…

## У ролях
- Дзідра Рітенберга —  Вінупе
- Гунарс Цилінскіс —  Дунавс
- Аусма Кантане —  Лайла
- Аквеліна Лівмане —  Ілзе
- Карліс Себріс —  Цернієкс
- Зігрід Стунгуре —  дружина Цернієкса
- Вілма Мелбарде —  дружина Жигура  (озвучувала Валентина Бєляєва)

## Знімальна група
- Автор сценарію і режисер-постановник: Варіс Круміньш
- Оператор: Зігурдс Вітолс
- Художник: Гунарс Балодіс
- Композитор: Ромуалдс Калсонс